# Otilio Borrás
Otilio Borrás   (Barcelona, segle XIX - segle XX) fou un ciclista català que competí a principis del segle xx. Fou Campió nacional de mig fons els anys 1908 i 1909. També va fer un bon paper als Campionats en ruta, on va fer tercer i segon el 1909 i 1910 respectivament.

## Palmarès
- 1908
  -  Campió d'Espanya Darrere moto stayer
- 1909
  -  Campió d'Espanya Darrere moto stayer
- 1911
  - 5è a la Volta a Catalunya